# Ізометрія (математика)
Ізометрія, або рух, або (рідше) накладення — бієкція (перетворення), яка зберігає відстань між відповідними точками, тобто якщо {\displaystyle A'} і {\displaystyle B'} — образи точок {\displaystyle A} і {\displaystyle B} , то {\displaystyle |A'B'|=|AB|}.
Термін «ізометрія» поширеніший в метричній геометрії, зокрема, в рімановій геометрії.
У загальному випадку метричного простору (наприклад, для неплоских ріманових многовидів) рухи можуть існувати далеко не завжди.
Термін «рух» поширеніший в евклідовій геометрії і суміжних галузях.
У евклідовому (або псевдоевклідовому) просторі ізометрія автоматично зберігає також кути, тобто, зберігаються всі скалярні добутки.

## Визначення

Хіральність α-амінокислот

Рух — перетворення простору в себе, за якого зберігається відстань між відповідними точками (умова 1) й зберігаються орієнтації просторових фігур (умова 2). Рух у просторі є обертанням навколо осі, або паралельне перенесення, або гвинтовий рух, тобто обертання навколо декотрої осі з наступним паралельним перенесенням уздовж цієї осі. Якщо за перетворення простору в себе виконується лише перша умова, то це перетворення називається ортогональним. Наприклад, перетворення симетрії площини, за кого змінюється орієнтація фігури (Хіральність (математика)). 
Початкові координати точки {\displaystyle A={\begin{pmatrix}x_{A}\\y_{A}\\z_{A}\end{pmatrix}},} перетворення до нових координат відбувається за лінійного перетворення:
{\displaystyle {\begin{pmatrix}x_{A'}'\\y_{A'}'\\z_{A'}'\end{pmatrix}}=U{\begin{pmatrix}x_{A}\\y_{A}\\z_{A}\end{pmatrix}},}
які можна представити квадратною матрицею з елементами {\displaystyle \{a_{ik}\}:}
{\displaystyle {\begin{pmatrix}a_{11}&a_{12}&a_{13}\\a_{21}&a_{22}&a_{23}\\a_{31}&a_{32}&a_{33}\end{pmatrix}}{\begin{pmatrix}x_{A}\\y_{A}\\z_{A}\end{pmatrix}}={\begin{pmatrix}a_{11}x_{A}+a_{12}y_{A}+a_{13}z_{A}\\a_{21}x_{A}+a_{22}y_{A}+a_{23}z_{A}\\a_{31}x_{A}+a_{32}y_{A}+a_{33}z_{A}\end{pmatrix}}={\begin{pmatrix}x_{A'}'\\y_{A'}'\\z_{A'}'\end{pmatrix}}.}
Ця матриця називається матрицею перетворення. Коефіцієнти {\displaystyle \{a_{ik}\}} задовільняють умові (див. Дельта Кронекера):
{\displaystyle a_{1i}a_{1k}+a_{2i}a_{2k}+a_{3i}a_{3k}=\delta _{ij}={\begin{cases}1,{\text{якщо}}\,i=k,\\0,{\text{якщо}}\,i\neq k,\end{cases}}}
та визначник, {\displaystyle \Delta =a_{11}a_{22}a_{33}+a_{12}a_{23}a_{31}+a_{13}a_{21}a_{32}-a_{13}a_{22}a_{31}-a_{12}a_{21}a_{33}a_{11}a_{23}a_{32},} дорівнює +1. У ортогональних перетвореннях можлива рівність {\displaystyle \Delta =-1,} що відрізняє їх від руху. 
На площині виділяють два роди руху:
1. Рух першого роду, який не виводить з площини й не змінює орієнтації фігур (паралельне перенесення або обертання).
2. Рух другого роду, який виводить з площини (переготання площини у просторі) й змінює орієнтацію фігури (симетрія відносно прямої з наступним перенесенням або обертанням).

В разі повороту на кут {\displaystyle \varphi } по годинковій стрілці навколо осі {\displaystyle z} матриця перетворення має вигляд:
{\displaystyle U={\begin{pmatrix}\cos \varphi &\sin \varphi &0\\-\sin \varphi &\cos \varphi &0\\0&0&1\end{pmatrix}}.}
Ця матриця є частковим випадком матриці перетворення координат, елементи якої виражені через кути Ейлера {\displaystyle \varphi ,\theta ,\psi .} Для наведеної матриці {\displaystyle \theta =0,\psi =0.}
{\displaystyle {\begin{cases}x'=x\cos \varphi +y\sin \varphi \\y'=-x\sin \varphi +y\cos \varphi \\z'=z\end{cases}}}
або
{\displaystyle {\begin{cases}x'=\cos \varphi \cdot x+\sin \varphi \cdot y+0\cdot z\\y'=-\sin \varphi \cdot x+\cos \varphi \cdot y+0\cdot z\\z'=0\cdot x+0\cdot y+1\cdot z\end{cases}}}
Рух першого роду у прямокутній системі координат:
{\displaystyle {\begin{cases}x'=x\cos \varphi -y\sin \varphi +a,\\y'=x\sin \varphi +y\cos \varphi +b,\end{cases}}}
де {\displaystyle a,b} - координати нового початку, {\displaystyle (x',y')} - координати точки {\displaystyle M'} (образу), яка відповідає координатам {\displaystyle (x,y)} точки {\displaystyle M} (прообразу), {\displaystyle \varphi } - кут між додатним напрямком осі {\displaystyle Ox} та її образом - віссю {\displaystyle O'x'.}
Для руху другого роду:
{\displaystyle {\begin{cases}x'=x\cos \varphi +y\sin \varphi +a,\\y'=x\sin \varphi -y\cos \varphi +b.\end{cases}}}

## Види ізометрії в евклідовому просторі

### На площині
- Осьова симетрія (відбиття);
- Паралельне перенесення;
- Обертання;
- Ковзна симетрія — композиція переносу на вектор, що паралельний до прямої, і симетрії цієї прямої.

### У тривимірному просторі
- Дзеркальна симетрія (відбиття) щодо площини;
- Паралельний перенос;
- Поворот;
- Ковзна симетрія — композиція перенесення на вектор, що паралельний до площини, і симетрії цієї площини;
- Дзеркальне обертання — композиція повороту навколо деякої прямої і відбиття відносно площини, що перпендикулярна осі повороту;
- Гвинтове накладання — композиція повороту відносно деякої прямої і перенесення на вектор, що паралельний цій прямій.

### У n-вимірному просторі
У {\displaystyle n}-вимірному всі просторі рухи зводяться до ортогональних перетворень, паралельних переносів або композицій того й іншого.
У свою чергу ортогональні перетворення можуть бути представлені як композиції (власне) обертань і дзеркальних відбиттів.

## Загальні властивості ізометрії в евклідовому просторі
- Композиція ізометрій також є ізометрією.
- Ізометрії щодо композиції утворюють групу.
- Ізометрія — афінне перетворення.
- Ізометрія переводить відрізок у відрізок.

## Рухи як композиції симетрій

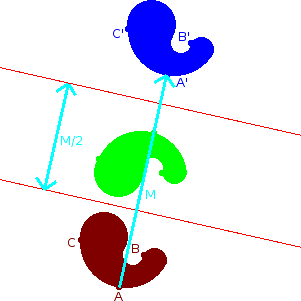
Композиція двох відбиттів щодо незбіжних паралельних осей дає паралельний перенос.

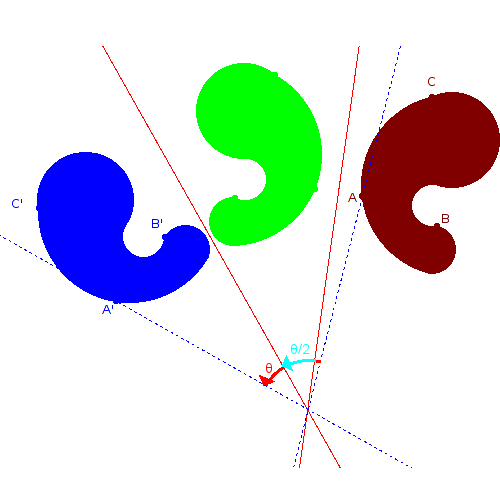
Композиція двох відбиттів щодо непаралельних осей дає поворот.

Будь-яку ізометрію в {\displaystyle n}-мірному евклідовому просторі можна представити у вигляді композиції не більше ніж {\displaystyle n+1} відбиттів.
Так, паралельний перенос і поворот — композиції двох відбиттів, ковзне відбиття і дзеркальний поворот — трьох, гвинтове накладення — чотирьох.